# Answers in Genesis

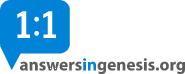
Website-Logo

Answers in Genesis (AiG) ist eine evangelikale apologetische Organisation des christlichen Fundamentalismus, die den christlichen Glauben durch eine wörtliche Auslegung der ersten Kapitel von Genesis im Sinn von Junge-Erde-Kreationismus verteidigen will.

## Zielsetzung und Wirken
Ursprünglich in Australien entstanden, hat die Organisation jetzt Büros in den USA und in England. Präsident der US-Organisation ist der Australier Kenneth Ham. Gemäß GuideStar, einem Auskunftsbüro für Non-Profit-Organisationen beschäftigte Answers in Genesis im Jahr 2007 zwischen 100 und 500 Vollzeit-Mitarbeiter, und zwischen 21 und 100 Teilzeitmitarbeiter und Freiwillige.

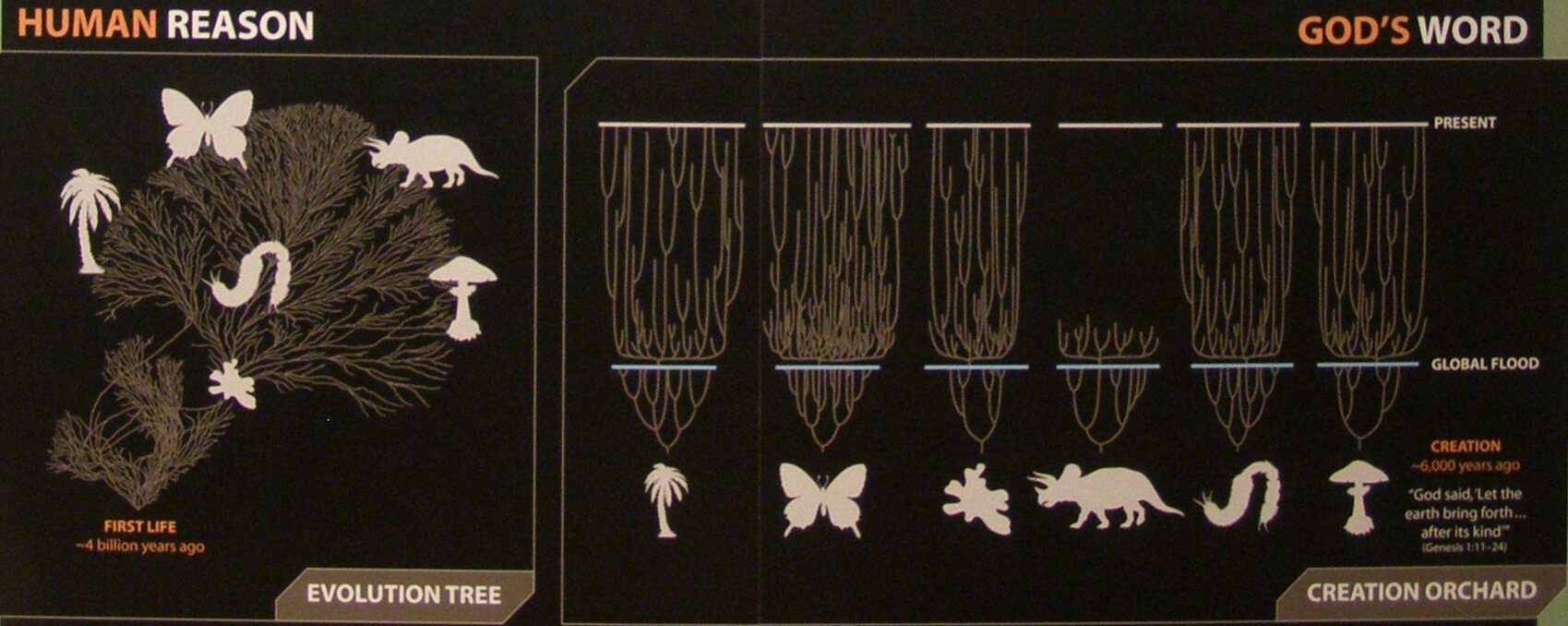
AiG-Diagramm mit simplifizierter Gegenüberstellung: Links der Phylogenetische Stammbaum des Tree of Life Web Project, rechts die Annahme einer „Schöpfungs-Plantage“, bei der jede biologische Familie/Ordnung unmittelbar von Gott geschaffen sei.

Auf den Veranstaltungen der Organisation wird eine Generalabrechnung mit der modernen Gesellschaft betrieben. Die Evolutionstheorie wird als fehlerhaft und gleichzeitig als Ursache der Probleme der modernen Gesellschaft dargestellt. Basierend auf biblischen Grundlagen werden die komplexen Theorien der Wissenschaft dem Laien so vermittelt, dass dieser das von Kreationisten gelehrte Alter der Erde von 6.000 Jahren als Alternative zu den von der Wissenschaft genannten 4,6 Milliarden Jahren wahrnehmen soll.
Die Website von Answers in Genesis ist die weltweit bestbesuchte Kreationismus-Website. Sie bietet zahlreiche Artikel und Aufsätze, Videos, Cartoons, eine Liste von Wissenschaftlern, die den Kreationismus unterstützen, ein Archiv der Zeitschriftartikel und der Radioprogramme. Answers in Genesis produziert ein täglich neues 90-Minuten-Radioprogramm, das von über 1000 Stationen gesendet wird. Daneben gibt Answers in Genesis zahlreiche Bücher und Multimedia heraus sowie die Zeitschrift Answers. Besonderer Wert wird auf Unterrichtsmaterialien gelegt: Answers in Genesis bietet Studienführer für Answers-in-Genesis-Bücher an, Lehrpläne, Scripts für Unterrichtsstunden, PowerPoint-Grafiken für den Unterricht und sechs- und zwölfwöchige Online-Kurse an.
Am 28. Mai 2007 wurde nahe Cincinnati das Creation Museum eröffnet, das die Entstehung der Erde aus Sicht des Kreationismus zeigt. Ergänzt wurde diese Einrichtung am 7. Juli 2016 um den Ark Encounter-Themenpark, der sich dem Flutmythos widmet. Weitere „Bildungs“-Einrichtungen im Sinne des Kreationismus sind in Planung.
Finanziert wird die Organisationen von privaten Spendern. Gemäß dem IRS 990-Formular für Non-Profit-Organisationen nahm Answers in Genesis im Jahr 2004 7,7 Millionen US-Dollar von Spenden und 2 Millionen durch Verkauf von Materialien ein. Die später errichteten Einrichtungen wie Museum und Themenpark zählen als profitorientierte Bestandteile der Stiftung und sind damit steuerpflichtig, auch wenn AiG Steuervorteile ausgehandelt hat. Für 2018 gab AiG einen jährlichen Gesamtumsatz von rund 52 Mio. US-Dollar an, die Stiftung beschäftigt 2022 nach eigenen Angaben 1000 Mitarbeiter, denen ein christliches Glaubensbekenntnis im Sinne der AiG-Lehren abverlangt wird.
Australian Sceptics Inc. hat eine kritische Website No Answers in Genesis als spezifische Replik auf Answers in Genesis, die insbesondere für Lehrer gedacht ist.

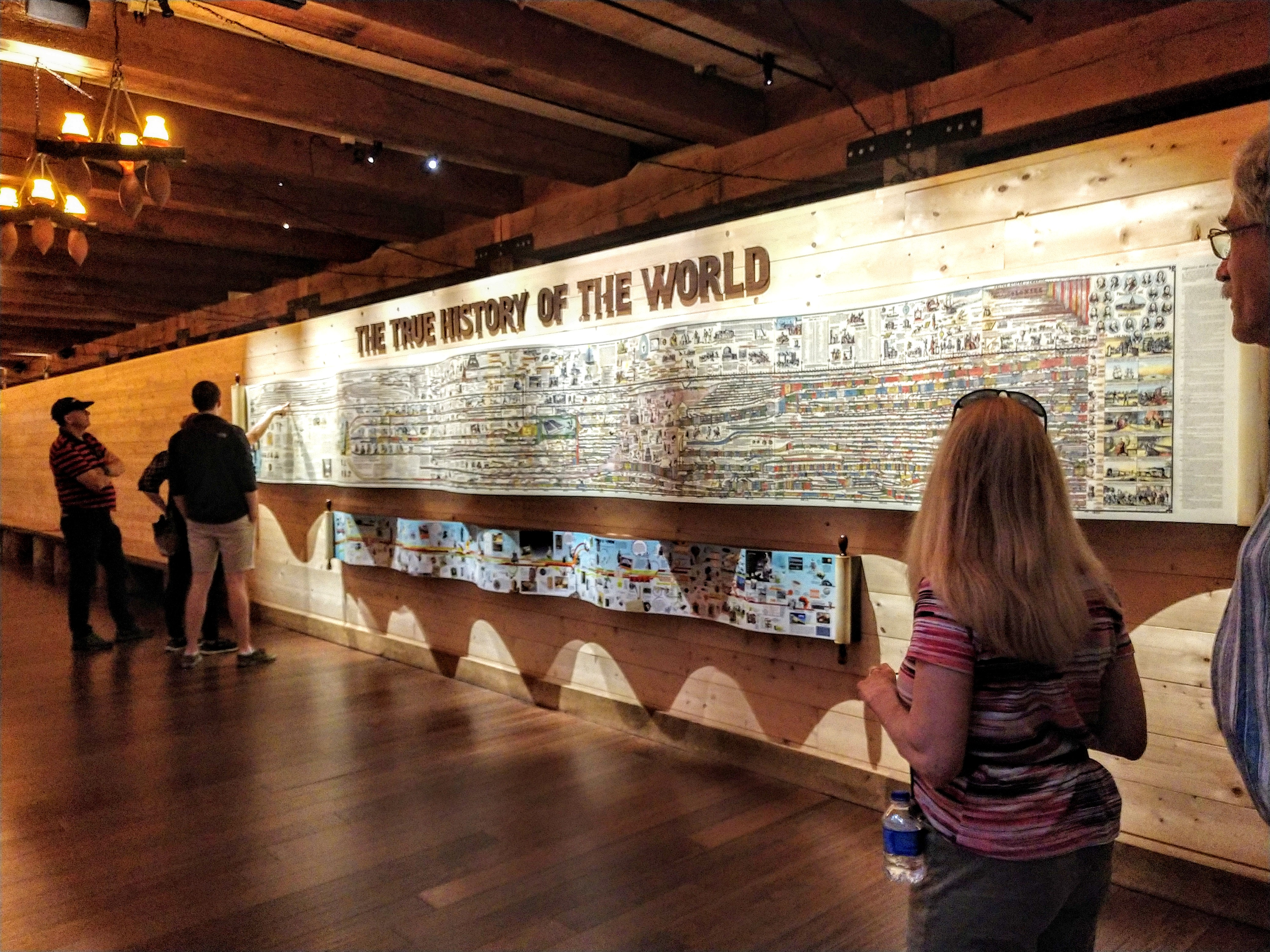
Schautafel im Ark Encounter mit einer alternativen („wahren“) Darstellung der Weltgeschichte

Answers in Genesis glaubt, dass alle Sterne und himmlische Körper, mitsamt der Erde, vor etwa 6.000 Jahren entstanden. Damit lehnen sie die Theorien des Urknalls ab, da diese in Konflikt mit ihrer Bibelauslegung kommen.
Answers in Genesis bestreitet ebenfalls die Tragweite des menschengemachten Klimawandel. So schreibt die Organisation in einem Aufsatz zum Thema:

„Die Behauptung, dass die globale Erwärmung, wie sie in den Medien und von ihren Befürwortern beschrieben wird, durch menschliche Aktivitäten verursacht wird, ist ein Mythos. Weder aus biblischer noch aus wissenschaftlicher Sicht gibt es einen Grund, die übertriebenen und fehlgeleiteten Behauptungen über eine Katastrophe infolge des Anstiegs des vom Menschen verursachten Kohlendioxids (CO2) zu fürchten.“

2022 erwarb AiG für 31,3 Millionen Dollar das 2017 stillgelegte Toyota-Werk in Erlanger, um dort nach Umbauarbeiten sein neues Hauptquartier einzurichten. Eine fundamentalistische Schule von 450 bis 500 Kindern nahm dort 2024 ihren Betrieb auf.

## Kritik
Die wissenschaftliche Gemeinschaft hält den Kreationismus für „Pseudowissenschaft, die mit der wissenschaftlichen Forschung keine Gemeinsamkeiten habe.“ Folgende Organisationen haben den Kreationismus und die AiG kritisiert: Die United States National Academy of Sciences, die Paleontological Society, die Geological Society of America, die Australian Academy of Science und die Royal Society of Canada. Als Reaktion auf AiG wurde die Website No Answers in Genesis von den Australian Skeptics geschaffen.
Das Louisville Courier-Journal berichtete, dass der Cincinnati Zoo und das Creation Museum ursprünglich eine gemeinsame Werbekampagne geplant hatten. Nach einem Proteststurm habe der Zoo diesen Vorschlag schnell wieder verworfen.